# Szekrényessy Endre
Szekrényessy Endre (székelyhídi) (Győr, 1805. november 13. – Budapest 1874. február 26.) Pest rendőrfőkapitánya, királyi tanácsos, septemvir, törvényszéki bíró, író, nyelvújító.
Atyja székelyhídi Szekrényessy János Győr dúsgazdag tanácsnoka, anyja vasvári Nagy-Eötvös Erzsébet. A győri Jogakadémia elvégzését követően az 1830-as évek elején települt Pestre, hol kezdetben ügyvédi hivatását gyakorolta. Irodalmi hajlama korán megmutatkozott, munkatársa lett a "Regélő" és "Honművész" című tekintélyes pesti lapoknak, hol önálló rovatokat vezetve, számos tanulmányt publikált a reformkori Pest társadalmi és népszokásairól, s ily módon mind a mai napig nélkülözhetetlen forrásul szolgál a hely- és társadalomtörténeti kutatóknak.
Többek között 1832-ben megalkotja "piperkőc", 1833-ban "ruhatár" szavainkat. 1832-ben az országban elsőként ismerteti meg a művelt magyar közvéleménnyel Cervantes irodalmi munkásságát és művészetét. Az első fővárosi református - a mai Kálvin téren álló templom - építésének egyik kiemelkedő támogatója, majd választott egyházi tanácsosa. Utóbb a Pesten felállítandó Református Főiskola ügyének is lelkes támogatója és szószólója. 1837-ben a király személyes közbenjárására választják Pest városának első református tanácsnokává.
Széchenyi István munkatársaként aktív tagja volt a Szépítő Bizottmánynak. 1841-ben Pest városa jelentős ösztöndíjjal nyugat-európai tanulmányútra küldi. 1842-ben a Lánchíd alapkőletétele alkalmából Landerer-Heckenastnál díszes kivitelű időmértékes verset ad ki.
1843-1848-ig Széchenyi István személyes ajánlatára Pest város első kapitányává, azaz rendőrfőnökévé választják. Ebben a minőségében készül 1846. augusztus 22-én az osztrák belügyminiszterhez írott jelentése Petőfi Sándorról. 1847-ben a Konzervatív Párt jelöltjeként vett részt és bukott meg a diétai követválasztáson.
A pesti forradalom idején következetes forradalomellenes, azaz királypárti magatartást tanúsított s titkosrendőrei révén folyamatosan informálva volt a márciusi ifjak szervezkedéseiről. Ennek köszönhetően 1848. március 14-én felajánlotta Landerer Lajosnak a nyomda katonai védelmét, mit az előrelátó vállalkozó (üzemét féltve) visszautasított. Amennyiben Szekrényessy javaslata, azaz a nyomda katonai védelme és ily módon a katonaság kivezénylése megvalósul, minden bizonnyal a forradalmi események kimenetele is másként alakul.
A szabadságharc bukását követően Haynau megbízható embere. 1850. november 2-án az ún. Rendkívüli Vizsgálóbizottság elnöke. 1851. április 10-i hatállyal a belügyminiszter az újonnan felállított Helytartóság VII. Ügyosztályának vezetőjéül nevezte ki királyi tanácsosi minőségben. Utóbb a Hétszemélyes Tábla tagjául választották (septemvir). 1859-ben, mint törvényszéki elnök nagy sajtófigyelem közepette vezette le Rózsa Sándor betyárkirály büntetőperét. 1861-ben ő volt a király által delegált és teljhatalommal felruházott székesfehérvári királyi biztos. Utóbb mint budai legfőbb bíró játszott szerepet.
Felesége Rumbach Sebestyén neves német származású pesti főorvos unokája, Rumbach Hermina lett. Promontoron (Nagytétény) nagy kiterjedésű szőlői voltak csinos présházzal és elegáns klasszicista kúriával. Még ellenfelei is megemlékeztek minden körülmények között megőrzött derűs jó kedvéről és eredeti humoráról. Ily körülmények között nem meglepő, hogy a szakirodalom Szekrényessy Endrét tekinti az első pesti vicckönyv szerzőjének (Demokritusi cseppek 1833-34). Özvegy emberként 1874. február 26-án hunyt el budapesti otthonában.

## Főbb munkái
- Das Lachen oder das einfachste Mittel das Leben zu erheitern, das Gesicht zu verschönern, und zugleich das allereinfachste Geheimniss, die Hypochondrie gründlich zu heilen, Pesth, 1830. (utánnyomás uo. 1831., olcsó kiadás uo. 1852.)
- Demokritusi cseppek 1833-34.
- Ferencz Reichsstadti herczeg, Napoleon fia. 1833.
- A tiszti írásmód saját szavai. Deák-magyar szókönyvek a magyar hazai törvényből (3. bővített kiadás, 1834.)
- Die Kunst zu gefallen. Kurzgefasste Lebensphilosophie für die aufblühende Jugend, 1834.
- Ügyvédek és perlekedő felek kézikönyve. 1835.
- Az álhalottak vagyis az elevenen eltemettetésnek borzasztó példái. 1835.
- A magyar magános polgári törvény. 1837.
- Eröffnungs Rede bei Gelegenheit der feierlichen Weihe der unter dem höchsten Schutze Ihrer k. k. Hoheit der Durchlaucht. Frau Erzherzogin Maria Dorothea...gegründeten Pester Armen-Kinder-Heilanstalt am 20. August 1839.
- A Lánczhíd ünnepélyes alapkőletételére...1842.
- A bók szabályairól. (illem kódex) 1843.